# Monobaktami
Monobaktami so skupina antibiotikov, ki imajo monociklični betalaktamski obroč.
Na tržišču je prisoten le en predstavnik iz te skupine antibiotikov, in sicer aztreonam. Drugi predstavniki so sicer še tigemonam, nokardicin A in tabtoksin.

## Zgodovina
Leta 1979 so izolirali prve monociklične betalaktamske antibiotike, ki so bile produkt sinteze bakterij, vendar so bili klinično neuporabni. Ugotovili pa so, da delujejo na bakterijske penicilin vezavne beljakovine in s tem zavirajo rast bakterijske celične stene. Razvoj je šel v smer povečanja afinitete do vezave na omenjene bakterijske beljakovine. Prva učinkovina, ki je pokazala ustrezno učinkovitost, je bil aztreonam, ki deluje zelo učinkovito zoper aerobne gramnegativne bakterije.

## Pridobivanje in struktura
Monobaktami se sintetizirajo polsintezno; prva stopnja je proizvodnja s pomočjo gramnegativnih bakterij, nato pa sledi sintezna modifikacija molekule. Na betalaktamski obroč ni pripet nobena druga obročna struktura.